# Fort Julien

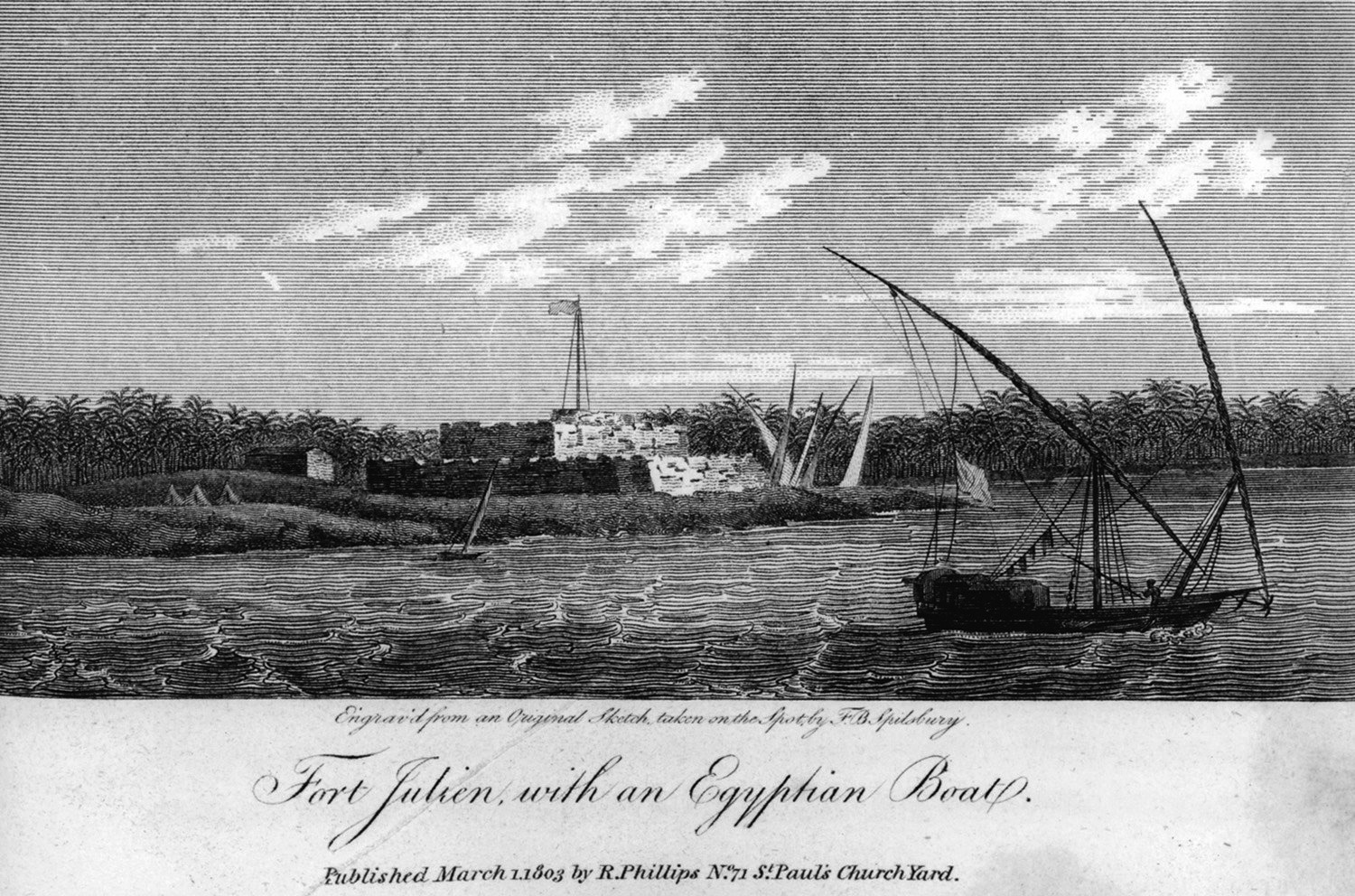
Fort Julien, con una barca egiziana 1803

Fort Julien (o, in alcune fonti, Fort Jullien) è stata una fortezza situata in Egitto, costruita dall'Impero Ottomano e occupata dai francesi durante la campagna di Napoleone Bonaparte in Egitto e in Siria tra il 1798 e il 1801. Si trovava sulla sponda sinistra del Nilo e a nord-est di Rashid (Rosetta) sulla costa nord dell'Egitto.
La fortezza era una tozza fortificazione con un fortino centrale che si affacciava sui pochi chilometri finali del Nilo, prima di confluire nel Mar Mediterraneo. Era stato costruito nel XV secolo dal mamelucco sultano QaiytBey, che ha realizzato anche l'omonima Cittadella di Qaitbay ad Alessandria.
Successivamente si insediarono i francesi il 19 luglio 1799, solo pochi giorni prima della battaglia di Abukir, e intrapresero una ricostruzione frettolosa. Poco dopo fu ribattezzata con il nome Fort Julien da Thomas Prosper Jullien, uno degli aiutanti di campo di Napoleone. Il tenente Pierre-François Bouchard scoprì la famosa Stele di Rosetta.
Due anni più tardi, la fortezza fu catturata da una forza britannica e turca.